# Mongoloraphidia manasiana
Mongoloraphidia manasiana is een kameelhalsvliegensoort uit de familie van de Raphidiidae. De soort komt voor in Kirgizië.
Mongoloraphidia manasiana werd voor het eerst wetenschappelijk beschreven door H. Aspöck et al. in 1996.